# Vlag van Joure

Vlag van Joure

De vlag van Joure is de dorpsvlag van het Nederlandse dorp Joure, in de Friese gemeente De Friese Meren. De vlag werd in huidige vorm in 1991 geregistreerd.

## Geschiedenis
De vlag is al oud, hij komt al voor in het Napolitaanse vlaggenboek in 1667.

## Beschrijving
De beschrijving van de vlag is als volgt:
Van drie even hoge lengtebanen rood-wit-blauw met over alles heen aan de broekzijde een schild met een hoogte van de helft van de vlaghoogte en doorsneden van wit en zwart met over alles heen drie haverpluimen met de stelen van wit in de schildvoet samenkomend en eigenlijke pluimen van zwart elk met vijf zaadkelken alle in het witte deel.

## Zie ook

Wapen van Joure